# En Esch
En Esch, nome d'arte di Nicklaus Schandelmaier (23 marzo 1968), è un musicista e cantante tedesco.
Ha partecipato attivamente ai progetti KMFDM e Pigface, oltre ad aver formato, insieme al chitarrista Günter Schulz, gli Slick Idiot e ad aver pubblicato un album solista nel 1993. Vive attualmente a Berlino.

## Biografia
Nel 1985, quando era appena entrato a far parte dei KMFDM insieme a Sascha Konietzko, cambiò il suo nome in En Esch (nome che deriva dalla pronuncia tedesca delle iniziali del suo nome) poiché era più facile da assimilare ed era più appropriato per i concerti. Militò nei KMFDM per circa 15 anni, partecipando contemporaneamente al progetto Pigface, ideato da Bill Rieflin. Quando i KMFDM si sciolsero temporaneamente, fondò con Günter Schulz gli Slick Idiot, con cui ha pubblicato quattro album.

## Discografia completa

### Con i KMFDM
- Opium (1984, ri-edito nel 2002)
- What Do You Know, Deutschland? (1986)
- Don't Blow Your Top (1988)
- UAIOE (1989)
- Naïve (1990) (Fuori catalogo)
- Money (1992)
- Angst (1993)
- Naïve/Hell to Go (1994)
- Nihil (1995)
- Xtort (1996)
- Explosive starburst, skull and crossbones, bomb with lit fuse, spiral, pounding fist (alias Symbols) (1997)
- Adios (1999)

### Carriera solista
- Cheesy (1993)

### Con i Pigface
- Gub (1990)
- Welcome to Mexico... Asshole (1991)
- Fook (album) (1992)
- Washingmachine Mouth (1992)
- Truth Will Out (1993)
- Easy Listening... (2003)
- Made In China... (2007)

### Con gli Slick Idiot
- DickNity (2001)
- ReDickUlous (2003)
- Screwtinized (2004)
- xSCREWciating (2006)